# Una mujer sin cabeza
Una mujer sin cabeza es una película argentina estrenada el 4 de abril de 1947  dirigida por Luis Cesar Amadori, es la última parte de la trilogía del personaje Nini creado por Nini Marshall. Es una parodia del género de terror y el título alude al truco llamado La flor azteca que se usaba en espectáculos, que hace aparecer la cabeza de una mujer separada del cuerpo y ubicada sobre un jarrón. 

## Sinopsis
Una gitana de circo y una joven amiga huyen de la policía y se refugian en una extraña casa.

## Comentarios
Noticias Gráficas comentó “Situaciones de melodrama que provocan risa” y Clarín encontró que en la película “con grandes movimientos de gente y decorados fastuosos se encubre un asunto flojo”. 
Por su parte José de Juanes opinó en Arriba de Madrid :

”En este conglomerado psico-patológico-morboso-neurasténico actúa Niní Marshall con sus genialidades cómicas””